# نزار عيون السود
نزار عيون السود (ولد في حمص عام 1945م - توفي 2 فبراير 2023م) مترجم وكاتب وأكاديمي سوري، ترجم الكثير من الأعمال من اللغة الروسية إلى اللغة العربية، ومن أبرز ترجماته: (ليس للحرب وجه أنثوي)، و(زمن مستعمل: نهاية الإنسان الأحمر) للكاتبة سفيتلانا أليكسييفيتش، وكتاب (القصة القصيرة الروسية الساخرة).

## التعليم
حاصل على الدكتوراه في علم النفس الاجتماعي من الاتحاد السوفيتي عام 1983م.

## العمل
درّس في كلية التربية في جامعة دمشق وجامعات عربية أخرى.

## إصدارات

### ترجمات
| الكتاب                                                                 | المؤلف                    | تاريخ | ملاحظات |
| ---------------------------------------------------------------------- | ------------------------- | ----- | ------- |
| نقد علم الاجتماع البرجوازي المعاصر                                     | س. ي. بوبوف               | 1973  |         |
| الاشتراكية والنزعة الإنسانية                                           | سيرغي بوبوف               | 1974  |         |
| ساعة الاختيار أو مذكرات الجنرال بونش برويفيتش                          |                           | 1974  |         |
| في علم النفس الاجتماعي                                                 |                           | 1976  |         |
| دراسات في الأدب والمسرح                                                | مجموعة مؤلفين             | 1976  |         |
| علم النفس الاجتماعي وقضايا الإعلام والدعاية                            | مجموعة مؤلفين             | 1978  |         |
| دوستويفسكي: دراسات في أدبه وفكره                                       |                           | 1979  |         |
| التحليل النفسي والفرويدية الجديدة                                      |                           | 1981  |         |
| مقدمة في علم الاجتماع التربوي                                          | رينا تاغوروفا             | 1985  |         |
| تاريخ الديالكتيك: الفلسفة الكلاسيكية الألمانية                         | مجموعة مؤلفين             | 1986  |         |
| علم نفس المعركة الحديثة                                                | مكسيم كوروبينيكوف         | 1987  |         |
| الخالدون (مسرحية)                                                      | فيكتور روزوف              | 1989  |         |
| الحريق (رواية)                                                         | فالنتين راسبوتين          | 1989  |         |
| اللعبة (رواية)                                                         | يوري بونداريف             | 1990  |         |
| بوريس يلتسين - حديث صريح حول موضوع راهن                                |                           | 1992  |         |
| من الأدب الروسي الساخر                                                 |                           | 1993  |         |
| الجزيرة القرمزية (مسرحية)                                              | ميخائيل بولغاكوف          |       |         |
| التنويم المغناطيسي منذ أقدم العصور حتى الآن أساليبه - تطبيقاته - آفاقه | روجنوف، د. روجنوفا        | 1996  |         |
| التربية الجنسية للأطفال والمراهقين                                     | غولد جيكان ليافيشينا      | 2006  |         |
| سيكولوجية النزاع                                                       | غالينا لوبيموفا           | 2007  |         |
| الحب والأسرة عبر العصور                                                | يوري ريريوكوفا            | 2007  |         |
| الإيروس والثقافة: فلسفة الحب والفن الأوروبي                            | فياتشيسلاف شستاكوف        | 2010  | [ 7 ]   |
| القصة القصيرة الروسية الساخرة                                          | مجموعة مؤلفين             | 2016  | [ 8 ]   |
| ليس للحرب وجه أنثوي                                                    | سفيتلانا اليكسيفيتش       | 2016  |         |
| سيكولوجية الحب والعلاقات الأسرية                                       | سيرغي كوفالوف             | 2016  |         |
| زمن مستعمل: نهاية الإنسان الأحمر                                       | سفيتلانا اليكسيفيتش       | 2018  | [ 9 ]   |
| كل جيش الكرملين: موجز تاريخ روسيا المعاصرة                             | ميخائيل زيغار             | 2018  | [ 10 ]  |
| سيكولوجية الجسد: صحة الإنسان النفسية والجسدية                          | ألكسندر لوين              | 2019  |         |
| الدبدوب المخطط (حكاية للكبار والصغار)                                  | ناستيا كوفالنكوفا         | 2020  | [ 11 ]  |
| السباحة حتى المغارة                                                    | تامارا ميخييفا            | 2020  |         |
| يرماك - فاتح سيبيريا 1581 - 1584                                       | نيقولاي ألكسيفيتش أبراموف | 2020  |         |
| ليف تولستوي: الهروب من الجنة                                           | بافل باسينسكي             | 2021  | [ 12 ]  |

### مؤلفات
| الكتاب                                      | التاريخ | ملاحظات                   |
| ------------------------------------------- | ------- | ------------------------- |
| علم الاجتماع الإعلامي                       |         | بالإشتراك مع د. ليلى عقاد |
| البيليوغرافيا العامة                        | 1986    |                           |
| المراجع الأجنبية                            | 1987    |                           |
| علم الوراقة: البيليوغرافيا المتخصصة         | 1988    |                           |
| دراسات في الأدب والمسرح                     | 1988    |                           |
| نشوء وتطور الفكر النفسي الاجتماعي عند العرب | 1996    |                           |

## الجوائز
حصل على جائزة الشيخ حمد للترجمة والتفاهم الدولي في دورتها الخامسة عام 2019م.